# Slag om Kara Killisse
De Slag om Kara Killisse was een slag tijdens de Kaukasuscampagne van de Eerste Wereldoorlog. De slag vond plaats rond de stad Kara Kilisse ("zwarte kerk", thans Ağrı)) van 4 tot 15 augustus 1915 tussen Ottomaanse en Russische troepen. Het Ottomaanse Rijk werd verslagen en haar legers waren gedwongen zich terug te trekken.

## De slag
Na hun nederlaag bij de Slag om Malazgirt tegen de Ottomanen trokken de Russische eenheden onder generaal Oganovski zich terug in oostelijke richting naar Baberd. Op hetzelfde moment verzamelde generaal Joedenitsj een leger van 22.000 kozakken en infanterie rond Tahir met de bedoeling om de oprukkende Ottomaanse legers in de rug aan te vallen. De zwakte van de Ottomanen, waarvan de gelederen lagen verspreid over ongeveer 32 kilometer, werkte in hun voordeel. Hierdoor konden ze niet omsingeld worden en kon de Ottomaanse bevelhebber Abdul Kermin met een groot deel van zijn leger ontsnappen.

## Slachtoffers
De Ottomanen hadden 10.000 man doden en gewonden te betreuren en er werden 6000 man krijgsgevangen gemaakt.